# Gedistilleerde drank

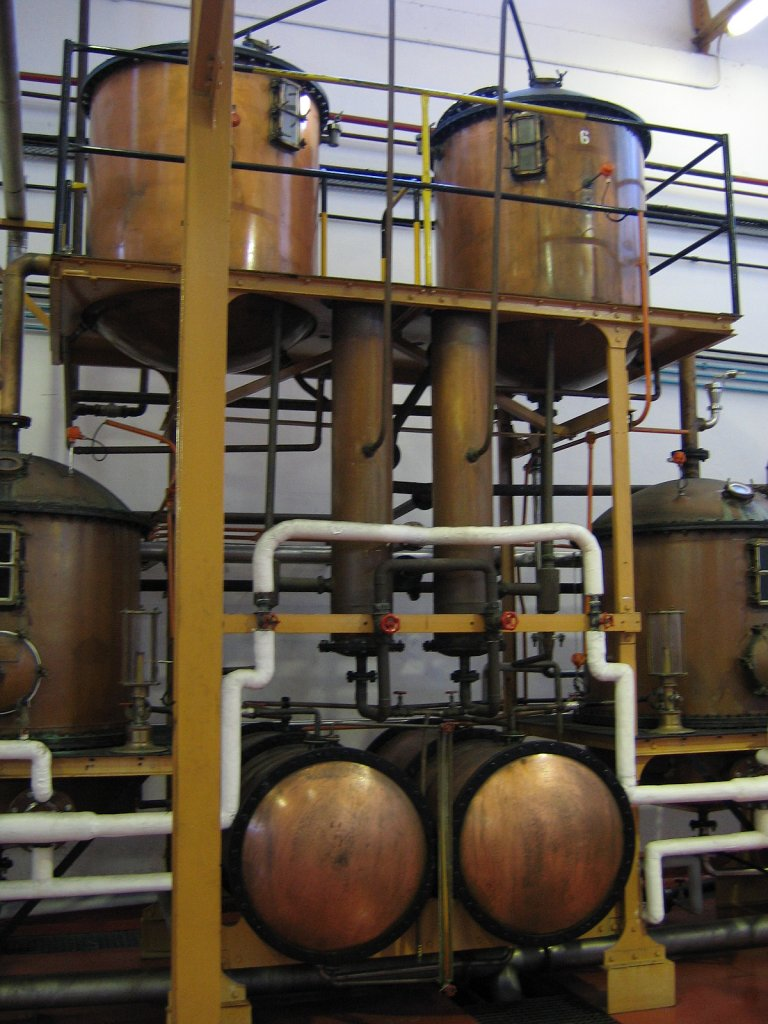
Brandewijnketels in de Van Ryn Brandewijnkelder in de buurt van Stellenbosch in Zuid-Afrika

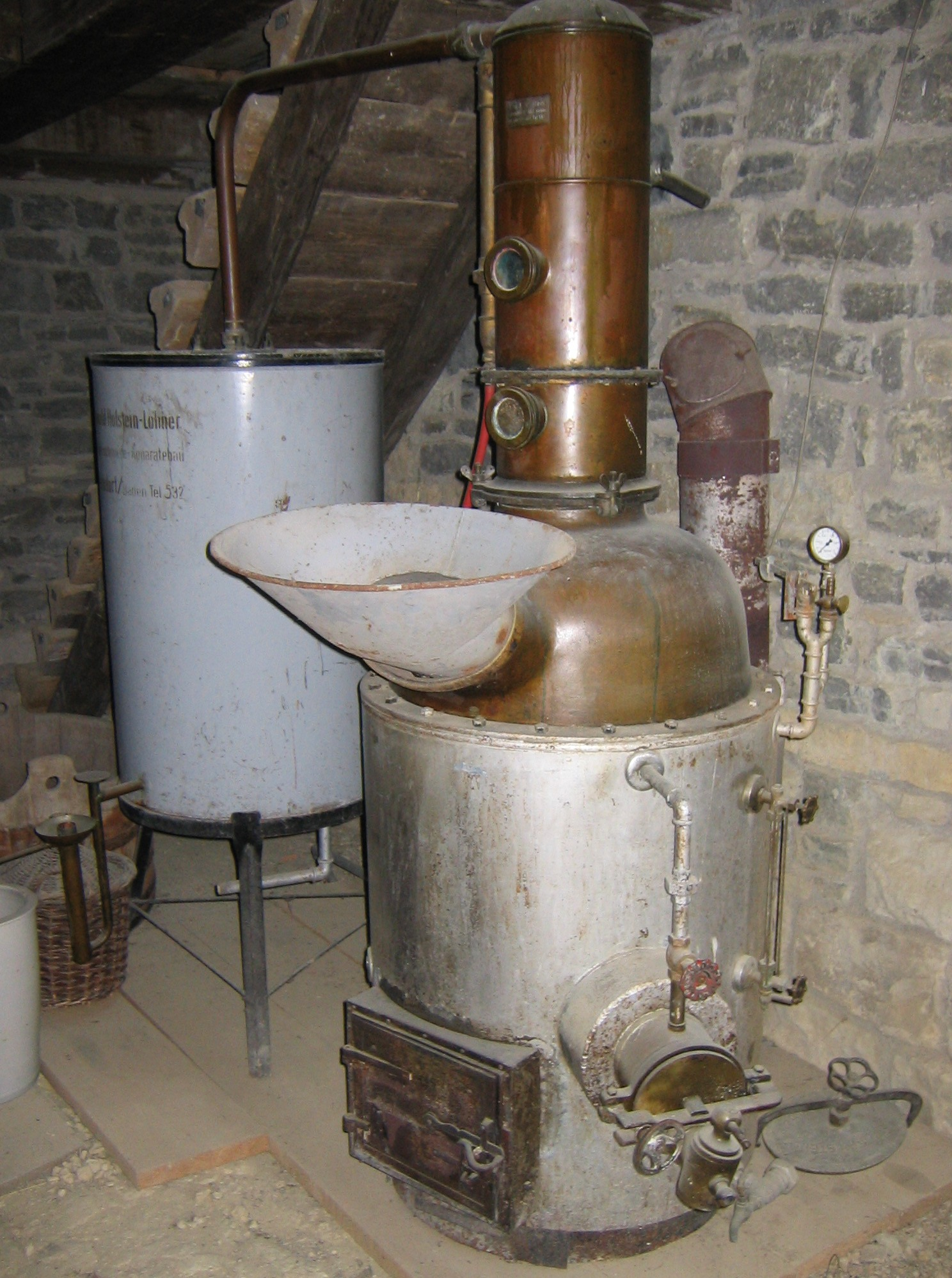
Vermoedelijk illegale installatie voor het maken van schnaps, in een museum

Gedestilleerde drank (vaak kortweg gedestilleerd genoemd) is een alcoholhoudende drank verkregen door destillatie uit gefermenteerde landbouwproducten. Legitieme stokers gebruiken hiervoor vaak klassieke ketels.
Gedestilleerde dranken hebben een alcoholpercentage van minimaal 15% bij kamertemperatuur. Met behulp van de diverse kookpunten van het destillaat worden eventuele verontreinigingen uit het eindproduct gescheiden, zodat men een vloeistof overhoudt die geschikt is voor consumptie. Enkele voorbeelden van gedestilleerde dranken zijn brandewijn, cognac, gin, jenever, rum, vieux, whisky en wodka.
Het onderscheid met sterke drank is dat daar ook alle versterkte bieren en wijnen onder vallen met een alcoholpercentage van 15% of meer, alsook met gedestilleerd bereide dranken zoals advocaat en likeur. Gedestilleerde dranken zijn alleen die alcoholische dranken die zijn verkregen door destillatie. Bier en wijn worden niet volgens een destillatieproces bereid, maar alleen door vergisting.